# 공상아
공상아(1981년 4월 29일 ~ )는 대한민국의 배우이다.

## 학력
- 한국예술종합학교 연극원 연기과 예술사 (졸업)

## 출연작

### 영화
- 《소풍》 (2024년) - 정윤주 역
- 《폭로》 (2023년) - 은주 역
- 《요정》 (2022년)
- 《검객》 (2020년) - 주모 역
- 《살아남은 아이》 (2018년) - 지숙 역
- 《어른도감》 (2018년) - 소영 역
- 《타클라마칸》 (2018년) - 미선 역
- 《골든 슬럼버》 (2018년) - 교통정보센터 선배리포터 역
- 《여배우는 오늘도》 (2017년) - 사무장 역
- 《더 킹》 (2017년) - 마담뚜 역
- 《탯줄》 (2015년) - 성모 친 엄마 / 심리치료보조배우 / 터미널 행인 역
- 《극적인 하룻밤》 (2015년) - 한상연 역
- 《씨, 베토벤》 (2014년) - 성은 역
- 《마이 라띠마》 (2013년) - 여자 노숙자 역
- 《퀵》 (2011년) - 조연출 역
- 《알게 될 거야》 (2007년) - 강 선생 역
- 《여고괴담 3: 여우계단》 (2003년) - 경진 역

### 드라마
- 《가족Χ멜로》 (JTBC, 2024년) - 이지영 역
- 《유괴의 날》 (ENA, 2023년) - 익중 역
- 《바람피면 죽는다》 (KBS2, 2020년) - 오현정 역
- 〈머니게임〉 (tvN, 2020년) - 서양우의 아내 역
- 《손 the guest》 (OCN, 2018년) - 윤화평의 어머니 역
- 《당신의 하우스헬퍼》 (KBS2, 2018년) - 민호의 어머니 역
- 《스케치》 (JTBC, 2018년)
- 《슬기로운 감빵생활》 (tvN, 2017년) - 김지호의 어머니 역
- 《매드 독》 (KBS2, 2017년) - 이미란 역
- 《청춘시대 2》 (JTBC, 2017년) - 한관영의 딸 역
- 《황금빛 내 인생》 (KBS2, 2017년) - 양정아 역
- 《크리미널 마인드》 (tvN, 2017년) - 김지현 역
- 《쌈 마이웨이》 (KBS2, 2017년)
- 《맨몸의 소방관》 (KBS2, 2017년)
- 《굿 와이프》 (tvN, 2016년) - 김인영 역
- 《내겐 너무 사랑스러운 그녀》 (SBS, 2014년)
- 《직장의 신》 (KBS2, 2013년) - 손보라 역